# Ialonus Contrebis
A la mitologia celta, Ialonus Contrebis, Ialonus o Gontrebis era un déu (o potser dos déus relacionats) adorat on actualment és Lancashire i la Provença.

## Inscripcions
Ialonus Contrebis és conegut a través de tres inscripcions dedicatòries:
- Una primera inscripció, a Lancaster, es va dedicar (en datiu) al Deo Ialono Contre Sanctissimo («al déu més sant Ialonus Contre» [bis]);
- Una segona inscripció, a Overborough, Kirkby Lonsdale, és consagrada al Deo San Gontrebi («al déu Gontrebis»);[1]
- La tercera inscripció, trobada a Nimes (a la Provença), Ialonus va ser invocat conjuntament amb la deessa Fortuna.[2]

## Etimologia
La paraula «Contrebis» pot contenir una arrel protocelta relacionada amb «casa». La paraula «Ialonus» es pot relacionar amb l'arrel protocelta jalo- («clariana»).